# Rândunică alb-albastru
Rândunica alb-albastru (Pygochelidon cyanoleuca) este o specie de pasăre din familia Hirundinidae. Se reproduce din sudul Nicaragua în toată America de Sud, cu excepția deșertului și a bazinului Amazonului. Rasa sudică este migratoare, iernând până la nord până la Trinidad, unde este un vizitator regulat. Este posibil ca rasa nordică nominalizată să fi crescut pe acea insulă.

## Taxonomie
Rândunica alb-albastru a fost descrisă oficial ca Hirundo cyanoleuca de către ornitologul francez Louis Vieillot în 1817, pe baza unui exemplar despre care credea că era din Paraguay. Această specie a fost plasată anterior în genul Notiochelidon. A fost mutată în genul Pygochelidon pe baza unui studiu filogenetic publicat în 2005.
Sunt recunoscute trei subspecii:
- P. c. cyanoleuca (Vieillot, 1817) – Costa Rica prin nordul, centrul Americii de Sud
- P. c. peruviana (Chapman, 1922 – Peru de vest
- P. c. patagonica (d'Orbigny & Lafresnaye, 1837) – sudul Americii de Sud